# Renminbi
Renminbi (förenklad kinesiska: 人民币, traditionell kinesiska: 人民幣, pinyin: rénmínbì, egentligen Ren min bi yuán) är den valuta som används i Folkrepubliken Kina  i Asien. Valutakoden är CNY, men förkortningen RMB förekommer ofta. Grundenheten är 1 yuán, som delas upp i 10 jiao och 100 fen.
Renminbi betyder ordagrant "folkets valuta" och yuán betyder endast "myntenhet", vilket är varför till exempel en US-dollar kallas för mei yuan. Internationellt brukar yuán dock avse någon av de fyra valutor som används i Kina, Taiwan, Hongkong och Macao.
Valutan infördes 1948 och ersatte den tidigare yuan och olika valutor som cirkulerade i landet efter det långa inbördeskriget.
Renminbin ändrades sedan med andra serien 1955, serie 3 1962, serie 4 1987, serie 5 1999 och den senaste serien kom 2005.

## Användning
Valutan ges ut av Kinas folkbank som grundades 1 februari 1948 och ersatte den tidigare Central Bank of China grundad 1924 som efter inbördeskriget flyttade till Taiwan. Kinas folkbank har huvudkontoret i Peking.

## Valörer
- mynt: 1 Yuan
- underenhet: (1, 2 och 5 fen, används väldigt sällan); 1 och 5 jiao
- sedlar: (1, 2 och 5 fen, används väldigt sällan); 1, 2 och 5 jiao; 1, 5, 10, 20, 50 och 100 CNY

## Tidigare valutor i folkrepubliken Kina
Mellan åren 1979 och 1994 användes en särskild valuta för utländska besökare och utländska företags lokalkontor, kallad FEC (Foreign Exchange Certificate). Alla transaktioner som utländska besökare i Kina gjorde skulle ske med FEC. FEC har dock övergivits och alla transaktioner sker nu i Renminbi.